# جوزپه ولپی
جوزپه ولپی، نخستین کُنت مصراته (ایتالیایی: Il conte Giuseppe Volpi di Misurata؛ ‏۱۹ نوامبر ۱۸۷۷–۱۶ نوامبر ۱۹۴۷) بازرگان، سرمایه‌دار و سیاستمدار اهل ایتالیا بود. 
او تأسیساتی را فراهم آورد که سبب انتقال برق به ونیز، شمال ایتالیا و بالکان تا پیش از ۱۹۰۳ شد. در سال‌های ۱۹۱۱ تا ۱۹۱۲، او به عنوان مذاکره‌کننده و میانجی در پایان دادن به جنگ عثمانی و ایتالیا وارد عمل شد و از سال ۱۹۲۱ تا ۱۹۲۵، والی و فرماندار سرزمین‌های تحت استعمار لیبی بود. سپس از سال ۱۹۲۵ تا ۱۹۲۸ وزیر دارایی در پادشاهی ایتالیا بود و با موفقیت در مورد بازپرداخت بدهی ایتالیا در جنگ جهانی اول با ایالات متحده آمریکا و بریتانیا مذاکره نمود و ارزش لیره ایتالیا را با ارزش طلا مرتبط ساخت و سیاست‌های تجارت آزاد را به اجرا درآورد.
جوزپه ولپی بنیان‌گذار جشنواره فیلم ونیز و ۵ دوره رئیس هیئت داوران این جشنواره بود. او همچنین یکی از چهره‌های شاخص حزب ملی فاشیست بود که از سال ۱۹۳۴ تا ۱۹۴۳ ریاست کنفدراسیون عمومی صنایع ایتالیا را به عهده داشت. او پس از مخالفت با ادامه جنگ و اتحاد ایتالیا با آدولف هیتلر، از این سِـمَت برکنار و از «شورای بزرگ فاشیسم» اخراج شد. او کمی بعد به‌دنبال تلاش برای فرار به سوئیس توسط نیروهای اس‌اس دستگیر شد.
جوزپه ولپی پس از پایان جنگ به دلیل مسئولیت‌های خود در دوران رژیم فاشیستی، تحت یک سری اقدامات قضایی قرار گرفت. اما بیماری او مانع از حضورش در برابر قضات شد، و به لطف فرمان «عفو تولیاتی» علیرغم یک عمر فعالیت در راس حزب فاشیست، از همه اتهامات تبرئه شد.